# Riccardo Calocchieri
Riccardo Calocchieri (Livorno, 15 settembre 1773 – 13 febbraio 1834) è stato un architetto italiano.

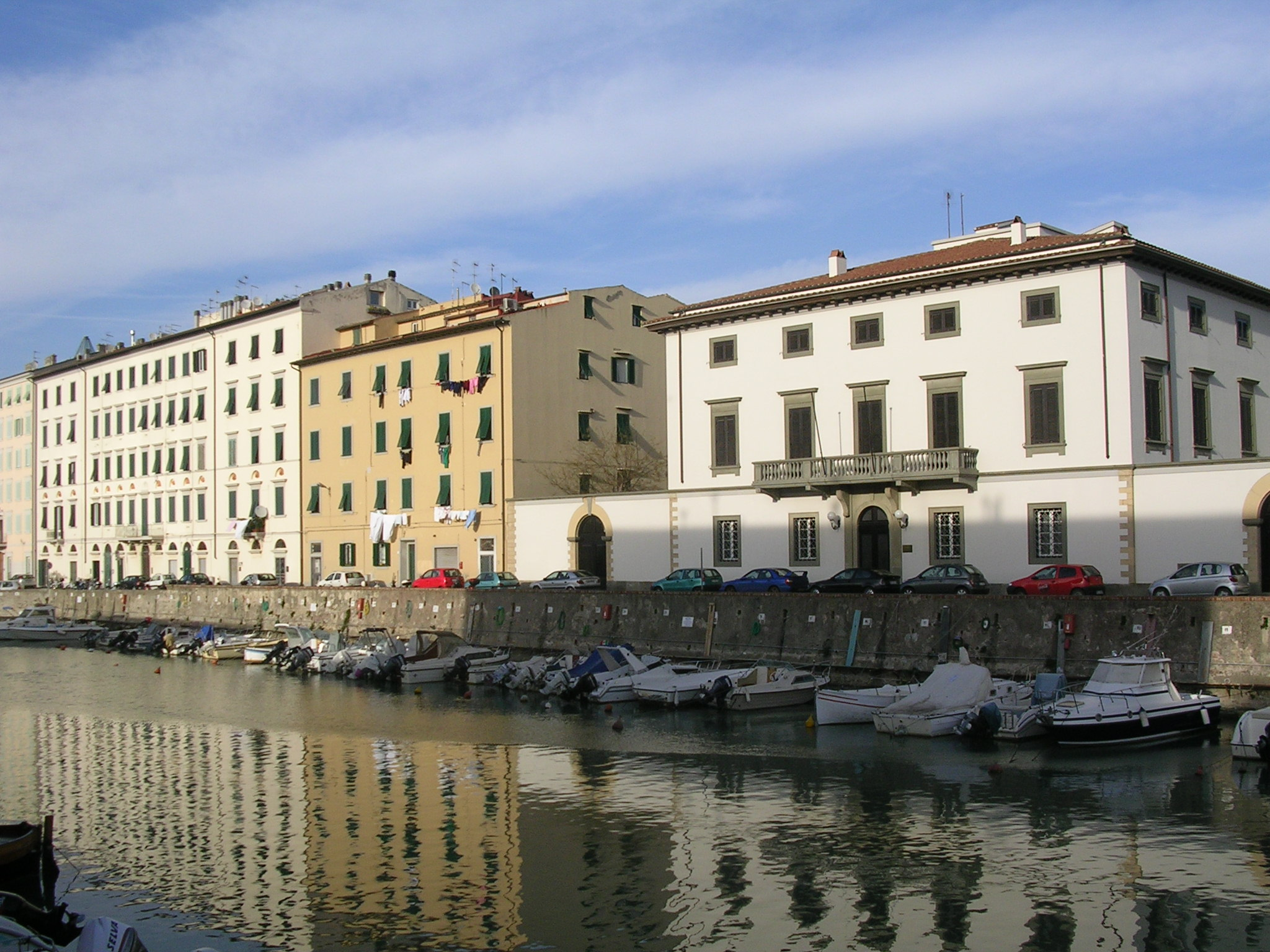
Palazzo Stub (a destra), attribuito a Calocchieri

Nato a Livorno da Pietro, un modesto pittore, e Anna Fossati, si formò all'Accademia di Belle Arti di Firenze, lavorando in seguito nel corpo degli architetti e degli ingegneri delle "Regie Fabbriche" e poi dell'"Intendenza della Casa Imperiale".
Poiché la famiglia non poteva sostenerne gli studi, usufruì dell'eredità Sardi, un lascito destinato a studenti livornesi di valore e che si guadagnò a pieni voti con un pubblico esperimento di geometria pratica.
Fu attivo soprattutto a Livorno, dove fece da apprendista al celebre ingegnere Salvetti. Si occupò, all'inizio dell'Ottocento, dell'acquedotto di Colognole per volere di Maria Luisa di Borbone, reggente al Regno di Etruria.
Durante il periodo napoleonico rimase inviso al regime e non poté lavorare fino al ripristino del governo toscano nel 1814 allorché fu nominato prima ingegnere presso Orbetello e poi secondo architetto di Livorno.
A Livorno, in collaborazione con altri progettisti, realizzò l'impianto originario del Cimitero comunale dei Lupi, innalzò il Palazzo Uzielli nei pressi dell'attuale piazza Cavour e, nel Duomo di Livorno restaurò la Cappella della Concezione, mentre Luigi Ademollo ne affrescò la volta (la cappella è stata distrutta durante la seconda guerra mondiale).
Intorno al 1832, edificò, per François Jacques de Larderel, il primo nucleo dell'omonimo palazzo, dove in seguito lavorarono anche Gaetano Gherardi e Ferdinando Magagnini.
A Calocchieri è stato anche attribuito il progetto di Palazzo Stub, posto nei pressi del Rivellino di San Marco e costruito negli anni venti dell'Ottocento su commissione di Gherardo Stub.
Sotto i Lorena si occupò anche delle fortificazioni di Livorno, Vada, Bibbona e Orbetello. Fu anche socio ordinario dell'Accademia Labronica, presso cui svolgeva letture di Memorie Scientifiche. 